# Valletot
Valletot és un municipi francès situat al departament de l'Eure i a la regió de Normandia. L'any 2007 tenia 309 habitants.

## Demografia

### Població
El 2007 la població de fet de Valletot era de 309 persones. Hi havia 124 famílies de les quals 29 eren unipersonals (21 homes vivint sols i 8 dones vivint soles), 25 parelles sense fills, 49 parelles amb fills i 21 famílies monoparentals amb fills.
La població ha evolucionat segons el següent gràfic:
Habitants censats

### Habitatges
El 2007 hi havia 130 habitatges, 118 eren l'habitatge principal de la família, 7 eren segones residències i 4 estaven desocupats. Tots els 130 habitatges eren cases. Dels 118 habitatges principals, 94 estaven ocupats pels seus propietaris, 22 estaven llogats i ocupats pels llogaters i 3 estaven cedits a títol gratuït; 1 tenia una cambra, 8 en tenien dues, 15 en tenien tres, 32 en tenien quatre i 62 en tenien cinc o més. 80 habitatges disposaven pel capbaix d'una plaça de pàrquing. A 63 habitatges hi havia un automòbil i a 46 n'hi havia dos o més.

### Piràmide de població
La piràmide de població per edats i sexe el 2009 era:
| Homes | Edats   | Dones |
| ----- | ------- | ----- |
| 0     | 95 o +  | 0     |
| 0     | 90 a 94 | 4     |
| 0     | 85 a 89 | 0     |
| 0     | 80 a 84 | 0     |
| 0     | 75 a 79 | 4     |
| 4     | 70 a 74 | 8     |
| 12    | 65 a 69 | 8     |
| 4     | 60 a 64 | 4     |
| 0     | 55 a 59 | 4     |
| 20    | 50 a 54 | 12    |
| 8     | 45 a 49 | 8     |
| 16    | 40 a 44 | 8     |
| 12    | 35 a 39 | 20    |
| 4     | 30 a 34 | 16    |
| 16    | 25 a 29 | 0     |
| 0     | 20 a 24 | 8     |
| 12    | 15 a 19 | 4     |
| 12    | 10 a 14 | 12    |
| 16    | 5 a 9   | 4     |
| 8     | 0 a 4   | 4     |

## Economia
El 2007 la població en edat de treballar era de 198 persones, 148 eren actives i 50 eren inactives. De les 148 persones actives 133 estaven ocupades (73 homes i 60 dones) i 15 estaven aturades (9 homes i 6 dones). De les 50 persones inactives 19 estaven jubilades, 9 estaven estudiant i 22 estaven classificades com a «altres inactius».

### Ingressos
El 2009 a Valletot hi havia 126 unitats fiscals que integraven 319 persones, la mediana anual d'ingressos fiscals per persona era de 16.192 €.

### Activitats econòmiques
Dels 10 establiments que hi havia el 2007, 5 eren d'empreses de construcció, 3 d'empreses de comerç i reparació d'automòbils i 2 d'empreses de serveis.
Dels 4 establiments de servei als particulars que hi havia el 2009, 2 eren paletes, 1 fusteria i 1 electricista.
L'únic establiment comercial que hi havia el 2009 era una botiga de menys de 120 m².
L'any 2000 a Valletot hi havia 17 explotacions agrícoles que ocupaven un total de 752 hectàrees.

## Poblacions més properes
El següent diagrama mostra les poblacions més properes.